# Montes Recti

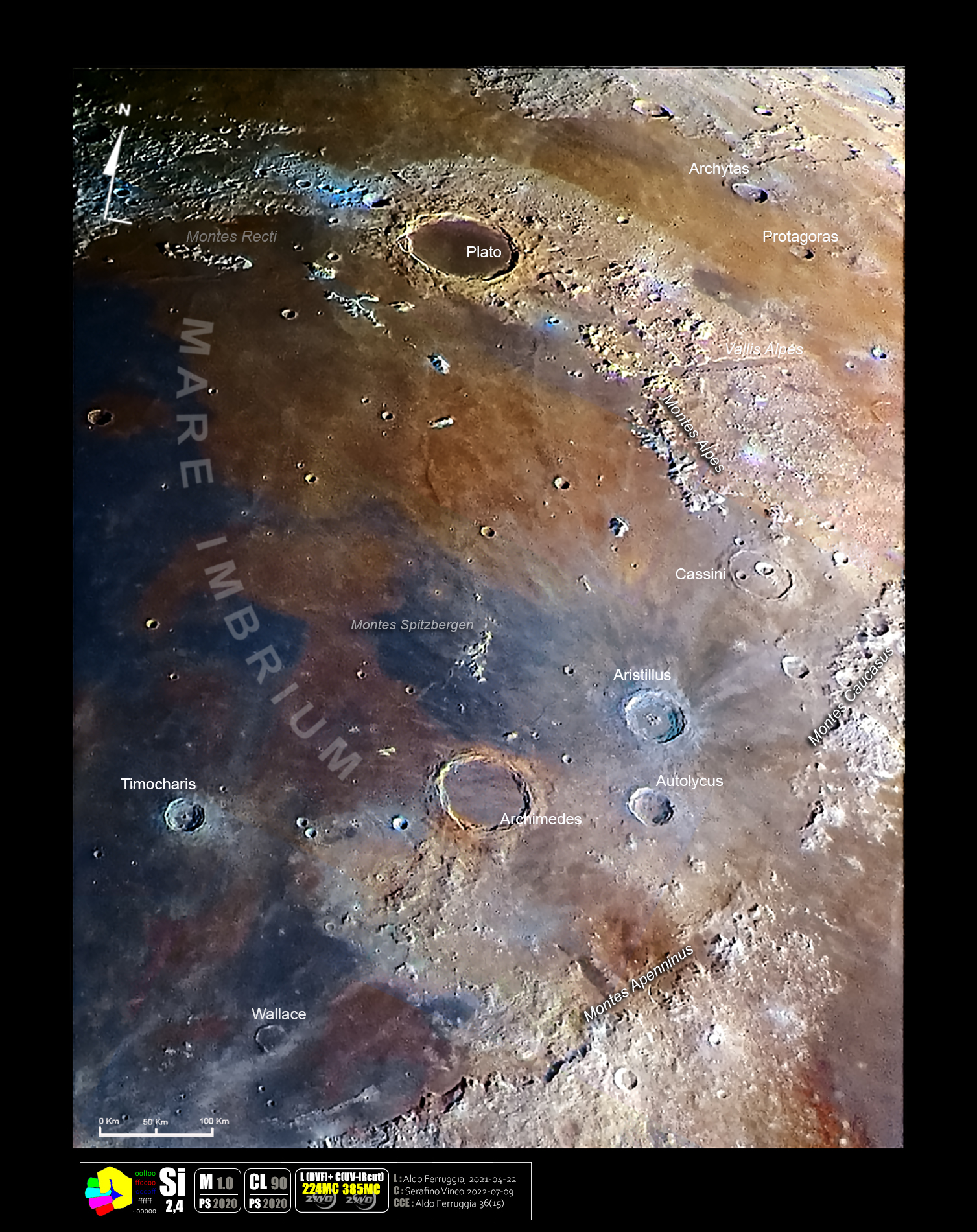
La formazione (in alto a sinistra) e le strutture vicine in formato selenocromatico (Si)

I Montes Recti sono una struttura geologica della superficie della Luna.
La sua denominazione è descrittiva in quanto Recti è un termine latino che significa allineati.

## Crateri correlati
Alcuni crateri minori situati in prossimità del Promontorium Heraclides sono convenzionalmente identificati, sulle mappe lunari, attraverso una lettera associata al nome.
| Montes Recti | Latitudine | Longitudine | Diametro |
| ------------ | ---------- | ----------- | -------- |
| B            | 48,52° N   | 18,28° W    | 7,31 km  |